# Crucheray
Crucheray ist eine französische Gemeinde mit 422 Einwohnern (Stand: 1. Januar 2022) im Département Loir-et-Cher in der Region Centre-Val de Loire. Sie gehört zum Arrondissement Vendôme und zum Kanton Montoire-sur-le-Loir. Die Einwohner werden Cruchérois genannt.

## Geografie
Die Gemeinde Crucheray liegt acht Kilometer südlich von Vendôme und etwa 29 Kilometer nordwestlich von Blois. Im Nordosten wird Crucheray von der Houzée begrenzt. Umgeben wird Crucheray von den Nachbargemeinden Sainte-Anne im Nordwesten und Norden, Vendôme im Norden und Nordosten, Coulommiers-la-Tour im Nordosten, Périgny im Nordosten und Osten, Villeromain im Osten, Pray im Süden, Lancé im Südwesten, Nourray im Westen sowie Villerable im Nordwesten.

## Einwohnerentwicklung
| Jahr                       | 1962 | 1968 | 1975 | 1982 | 1990 | 1999 | 2006 | 2015 | 2022 |
| -------------------------- | ---- | ---- | ---- | ---- | ---- | ---- | ---- | ---- | ---- |
| Einwohner                  | 402  | 431  | 449  | 377  | 366  | 373  | 377  | 384  | 422  |
| Quellen: Cassini und INSEE |      |      |      |      |      |      |      |      |      |

## Sehenswürdigkeiten
- Kirche Saint-Pierre
- Wasserturm